# María Adrio Taracido
María Margarita Peregrina Adrio Taracido (La Coruña, 12 de diciembre de 1956) es una abogada y política española. En la actualidad es diputada en las Cortes Generales por Pontevedra.

## Biografía
María Adrio, nacida en La Coruña en 1956, es hija del abogado y político Gonzalo Adrio y de Aurora Taracido, hija del político Arturo Taracido.
Es licenciada en Derecho y diplomada en Criminología.Ha ejercido la abogacía de forma continuada hasta que en 2021 abandonó el ilustre Colegio Abogados de Pontevedra.
Ha sido concejala del Ayuntamiento de Pontevedra de 1991 a 1995. Posteriormente ingresó en el Partido Socialista.
Ha sido senadora en las Cortes Generales de 2019 a 2023 durante la XIII y XIV legislatura de España.
En las elecciones generales de 2023 fue elegida diputada para el Congreso de los Diputados por la circunscripción electoral de Pontevedra.